# Erika Häckner
Erika Häckner, född 29 april 1865 i Rogslösa, död 10 mars 1939 i Motala, var en svensk folkskollärarinna och politiker. Hon var den första kvinnliga ledamoten av fullmäktige i Motala stad.

## Biografi
Erika Häckner föddes på Häckenäs gård i Rogslösa. Hennes far var riksdagsmannen Jonas Andersson i Häckenäs. Hon tog folkskollärarexamen 1892 och flyttade därefter till Motala där hon arbetade som folkskollärarinna. Hon tjänstgjorde som sådan i staden fram till 1927.
Hon var lokalpolitiskt aktiv. Innan den kvinnliga rösträtten genomfördes i Sverige var hon ordförande i föreningen för kvinnans politiska rösträtt i Motala. Därtill var hon den första kvinnliga ledamoten av stadsfullmäktige i Motala stad.